# Вербицкий, Александр Дмитриевич
Александр Дмитриевич Вербицкий (1904—1950) — советский военный, государственный и партийный деятель, генерал-майор береговой службы (13.12.1942), генерал-директор морского флота I-го ранга.

## Биография
Родился в 1904 году в Санкт-Петербурге. Член ВКП(б) с 1928 года.
С 1926 года — на хозяйственной, общественной и партийной работе.
- В 1926—1931 гг. в РККФ;
- июнь 1935 г. — июль 1938 г. — секретарь комитета ВКП(б) Ленинградского химико-технологического института;
- июль — ноябрь 1938 — завотделом науки Ленинградского горкома ВКП(б)[англ.];
- 1938—1940 — 1-й секретарь Красногвардейского райкома (Ленинград);
- апрель 1940 г. — июнь 1941 г. — секретарь Ленинградского городского комитета ВКП(б)[англ.] по кадрам;
- июнь 1941 г. — июль 1945 г. — член Военного Совета Балтийского флота;
- ноябрь 1945 г. — февраль 1948 г. — 3-й секретарь Ленинградского городского комитета ВКП(б)[англ.];
- февраль — декабрь 1948 г. — 2-й секретарь Мурманского областного комитета ВКП(б);
- декабрь 1948 г. — август 1949 г. — заместитель министра морского флота СССР по политчасти.

Дивизионный комиссар (22.2.1942); генерал-майор береговой службы (13.12.1942); генерал-директор морского флота I-го ранга (6.2.1949).
Арестован в рамках Ленинградского дела. Расстрелян в 1950 году. Похоронен на Донском кладбище (общая могила №3). Реабилитирован 14 мая 1954 года определением Военной коллегии Верховного суда СССР.
Сын — Всеволод Александрович Вербицкий (1933—1998) — был женат на дочери репрессированного  Алексея Александровича Бубнова ректоре СПбГУ Людмиле Вербицкой, в браке родились две дочери — Елена и Виктория.

## Память
Упомянут на Памятнике руководителям Ленинграда и Ленинградской области на Донском кладбище в Москве.